# Diocèse de Lansing
Le diocèse de Lansing (Dioecesis Lansingensis) est un territoire ecclésiastique de l'Église catholique aux États-Unis, suffragant de l'archidiocèse de Détroit, dans l'État du Michigan. Son évêque actuel est Earl Boyea, depuis 2008. Il siège à la cathédrale Sainte-Marie de la ville de Lansing.

## Historique
Le diocèse de Lansing a été érigé canoniquement le 22 mai 1937 par Pie XI, recevant son territoire de l'archidiocèse de Détroit. Il se sépare de portions de son territoire (ainsi que le diocèse de Grand Rapids) le 19 décembre 1970 pour former le diocèse de Kalamazoo.

## Territoire
Le diocèse de Lansing s'étend sur 16 098km2 et englobe les comtés de Clinton, de Eaton, Genesee, Hillsdale, Ingham, Jackson, Lenawee, Livingston, Shiawassee et de Washtenaw.

## Ordinaires
- Liste des évêques de Lansing

## Enseignement
Le diocèse administre, en plus de dizaines d'écoles paroissiales, quatre écoles d'enseignement secondaire:
- Father Gabriel High School, à Ann Arbor
- Lansing Catholic High School, à Lansing
- Lumen Christi Catholic High School, à Jackson
- Powers Catholic High School, à Flint

## Statistiques
Selon l'annuaire pontifical de 2005:
- Nombre d'habitants au 31 décembre 2004 : 1 778 475
- Nombre de baptisés catholiques en 2004 :   227 305
- Nombre de paroisses en 1976 : 81
- Nombre de paroisses en 2004 : 95
- Nombre de prêtres en 1970 (avant la cession) : 229 (dont 38 réguliers), soit un prêtre pour 1 052 baptisés
- Nombre de prêtres en 1999 : 187 (dont 31 réguliers), soit un prêtre pour 1 127 baptisés
- Nombre de prêtres en 2007 : 184 (dont 33 réguliers), soit un prêtre  pour 1 235 baptisés
- Nombre de religieuses en 1976 : 304
- Nombre de religieuses en 1999 : 410
- Nombre de religieuses en 2004 : 456
- Nombre de diacres permanents en 2004 : 79

## Source
- (en) Cet article est partiellement ou en totalité issu de l’article de Wikipédia en anglais intitulé « Roman Catholic Diocese of Lansing » (voir la liste des auteurs).